# Brassica rupestris
Il cavolo rupestre (Brassica rupestris Raf., 1810) è una pianta erbacea della famiglia delle Brassicacee, endemica della Sicilia.

## Descrizione
È una specie erbacea perenne, con portamento suffruticoso, con fusti legnosi alti sino a 150 cm.

Le foglie basali sono lirate, glabre o talora ricoperte da una corta peluria, lunghe da 15 a 40 cm, mentre le foglie cauline sono ovate e gradualmente più piccole.

I fiori, di colore giallo, posseggono, come tutte le crucifere,  4 petali e 6 stami e sono riuniti a formare densi racemi.

Il frutto è una siliqua a sezione quadrangolare, più o meno curva, lunga 40–100 mm, con un becco di circa 10 mm.

Il numero cromosomico di Brassica rupestris è 2n=18.

## Distribuzione e habitat
Questa specie è endemica della Sicilia centro-occidentale. In passato è stata segnalata anche in Calabria e Campania ma tale presenza non è più stata confermata.
Cresce sulle rupi calcaree, da 200 a 1.200 m di altitudine.

## Tassonomia
Sono note due sottospecie:
- Brassica rupestris subsp. rupestris
- Brassica rupestris subsp. hispida